# Philippe de Rigaud de Vaudreuil
Pour les articles homonymes, voir Rigaud et Vaudreuil.
Philippe de Rigaud de Vaudreuil baptisé le 13 août 1650 à Saint-Martin de Vaudreuille en Haute-Garonne, mort à Québec le 10 octobre 1725, fut gouverneur de Montréal de 1698 à 1703, puis gouverneur de la Nouvelle-France de 1703 à 1725,.
Il est le fils de Jean-Louis de Rigaud de Vaudreuil et de Marie de Castelverdun. Il serait né à Vaudreuille, au sein de l'arrondissement de Carcassonne, dans le Languedoc, près de Revel et de Le Cabanial, situé dans l'actuel département de la Haute-Garonne.

## Biographie
Vaudreuil sert dans l'armée française en tant que mousquetaire de 1672 à 1687. Ce fut probablement le mérite qu’il acquit lors de la guerre avec la Hollande qui lui valut, de mars 1687 à mai 1699, d'être commandant des troupes des Compagnies franches de la marine en Nouvelle-France. En 1689, son manque d'expérience aggrave la crise causée par le massacre de Lachine.
Il sert en tant que gouverneur intérimaire de Montréal, de mai 1699 à mai 1703, puis gouverneur de la Nouvelle-France de mai 1703 à sa mort (par intérim jusqu'en septembre 1705, puis en titre).
Le 21 novembre 1690, il épouse Louise-Élisabeth de Joybert de Soulanges et de Marson, fille de Pierre de Joybert de Soulanges et de Marson et de Marie-Françoise Chartier de Lotbinière, ce qui le lie à l'une des familles les plus puissantes de la colonie, les Chartier de Lotbinière. À la suite de ses nombreux succès en tant que commandant, on lui décerne la croix de Saint-Louis. Le 28 novembre 1698, à la suite de la mort de Frontenac, il écrit au roi pour lui demander le poste de gouverneur de la Nouvelle-France: Louis-Hector de Callières le précède de peu et obtiendra le poste. Conséquemment, on le nomme gouverneur de Montréal. En 1701 est signée la Grande paix de Montréal, mettant fin aux conflits entre Français et Iroquois. En 1702, il se fait concéder la seigneurie de Vaudreuil alors que le frère de son épouse, Pierre-Jacques de Joybert de Soulanges et de Marson obtient la seigneurie voisine de Soulanges.
Le 26 mai 1703, à la mort de Callières, Vaudreuil réécrit au roi pour lui demander le poste de gouverneur de la colonie, qu'il finit par obtenir. En 1709, les colonies de la Nouvelle-Angleterre se mobilisent et organisent une invasion de la Nouvelle-France, qui n'aboutira pas, les navires britanniques n'ayant jamais quitté la Grande-Bretagne. Cette même année, Louise Élisabeth retourne s'établir en France et y restera jusqu'en 1720. Le succès de Vaudreuil en tant que gouverneur lui est en partie dû, grâce aux pressions qu'elle fit à la Cour française.

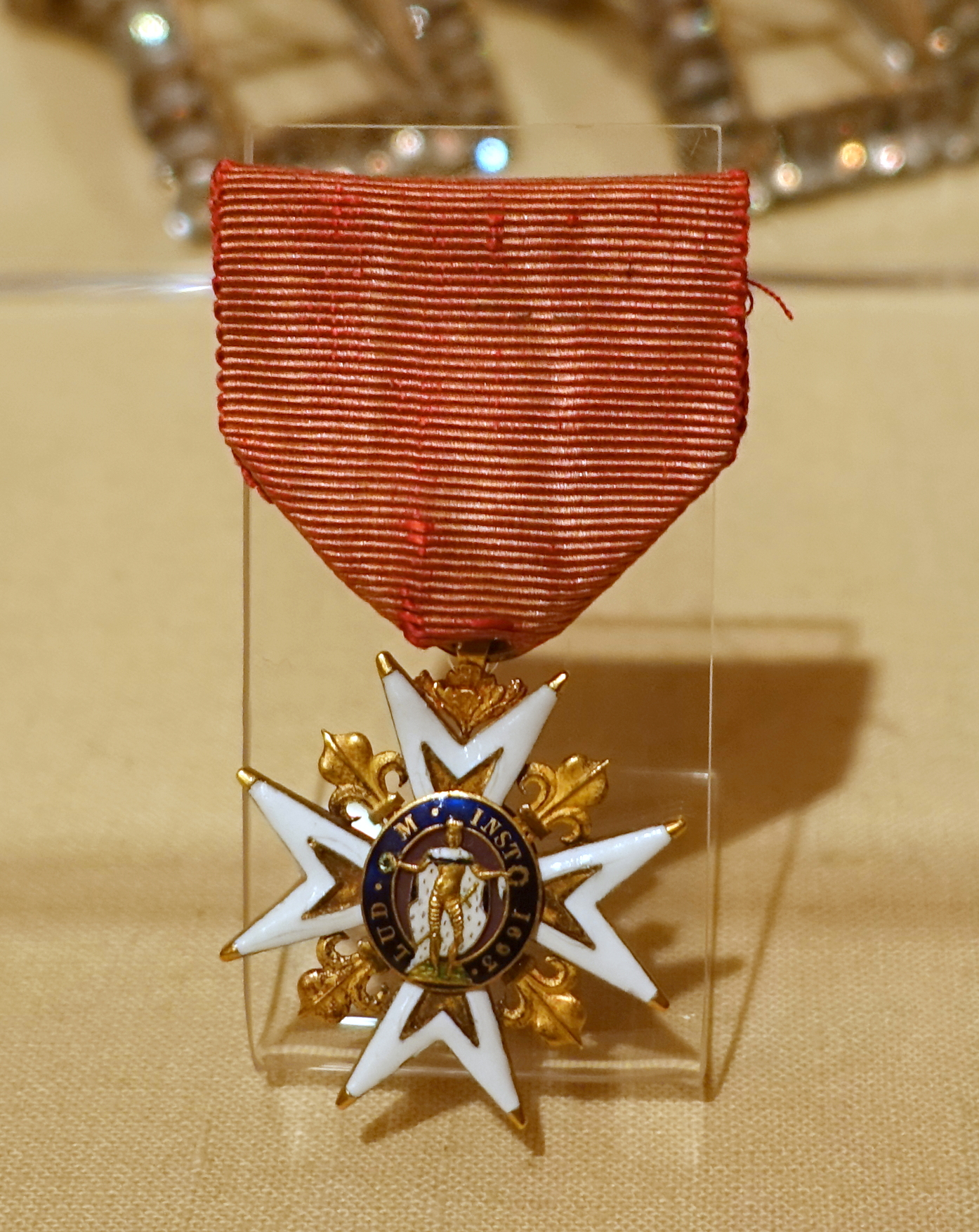
L'insigne de l'ordre de Saint-Louis.

Deux ans plus tard, une seconde tentative d'invasion de la part des colonies britanniques doit à nouveau être avortée, à la suite du naufrage de huit des vaisseaux britanniques dans le fleuve Saint-Laurent. De 1714 à 1716, Vaudreuil retourne en permission en France. Le 1er septembre 1715, à la mort du roi Louis XIV, il élabore, en compagnie du Conseil de Marine qui gère désormais les colonies, une nouvelle stratégie d'expansion dans la colonie.
En 1720, l'officier Louis-Thomas Chabert de Joncaire est envoyé par Philippe de Rigaud de Vaudreuil auprès des chefs Senecas pour obtenir leur autorisation de construire un poste de traite fortifié le long de la rivière Niagara. Considéré par eux comme un ami, Chabert de Joncaire reçoit le consentement des chefs amérindiens. Il démarre les travaux du fort Niagara avec l'aide de compagnons d'armes venus de fort Frontenac. Redoutant une alliance des Iroquois avec les Britanniques, Vaudreuil commence la construction de trois postes de traite de fourrure aux abords du lac Ontario, lui permettant de faire commerce avec les Iroquois avant qu'ils n'atteignent New York.
En 1721, Philippe de Rigaud de Vaudreuil est fait grand-croix de l'Ordre royal et militaire de Saint-Louis.
Quatre ans plus tard, le gouverneur de New York y établit à son tour un poste de traite, à Oswego, en souhaitant renforcer le commerce avec les Amérindiens. Vaudreuil voit une menace importante, et demande l'autorisation aux Iroquois pour l'agrandissement du poste de traite fortifié de Niagara en véritable fort en pierre à Fort Niagara afin de défendre l'empire français dans l'Ouest : advenant un refus, il estime une attaque des Britanniques et des Iroquois inévitable. Il mourut avant d'apprendre l'acceptation du projet, le 10 octobre 1725.

## Sa descendance
L'aîné de ses fils, Louis-Philippe, devint lieutenant général des armées navales françaises et fut fait grand-croix de Saint-Louis en 1756. Jean, son troisième fils, rejoint le rang des mousquetaires en 1710. Il devint lieutenant général des armées du roi en 1748 et fut fait lui aussi grand-croix de Saint-Louis en 1755.
Son quatrième fils, Pierre de Rigaud de Vaudreuil, marquis de Vaudreuil-Cavagnial, fut le dernier gouverneur de la Nouvelle-France, de 1755 jusqu'à la reddition de Montréal en 1760.
Son petit-fils Louis-Philippe de Rigaud de Vaudreuil, fils de Louis-Philippe de Rigaud de Vaudreuil, né à Rochefort de son père québécois, servit le 26 septembre 1781 lors de la bataille de Yorktown, opposant George Washington, le colonel Armand Tuffin et Rochambeau au général britannique Cornwallis. Il ramènera en France « l'expédition particulière » de Rochambeau. Cette victoire décisive initiera la fin de la guerre d'indépendance des États-Unis. Correspondant de George Washington, c'est lui qui sur le Triomphant défendit Boston en 1782.